# Vida Loka I
Vida Loka I é uma canção do grupo brasileiro de rap Racionais MC's, lançado no álbum Nada como um Dia após o Outro Dia, em 2002. A "parte 2" desta música foi posta em Vida Loka II.

## Canção
A música "Vida Loka I" foi lançada no álbum Nada como um Dia Após o Outro Dia, como a quarta música da parte 1 (Chora Agora). Voltou a aparecer quatro anos depois, fazendo também parte do disco 1000 Trutas, 1000 Tretas e do DVD ao vivo homonômio.
A canção usa "samples" de "You Are My Love", da banda inglesa Liverpool Express.